# Amerikai drótszőrű macska
Az amerikai drótszőrű macska észak-amerikai macskafaj.

## Története
Drótszőrű macskákról már a második világháborút követően beszámoltak Nagy-Britanniából, a fajta mégsem innen, hanem Amerikából származik. Az 1960-as években, egy New York állambeli farmon született az a vörös-fehér tarka macska, amely egy közeli rextenyésztőhöz, O'Shea asszonyhoz került, aki vállalkozott arra, hogy kitenyészti a drótszőrű mutánsokat az első rábízott macska testvérpár párosításával. Az első fajtiszta amerikai drótszőrű macskák 1969-ben születtek.

## Genetika
A további keresztezésekkor gyorsan kiderült, hogy a drótszőrt okozó gén domináns, ami azt jelenti, hogy ha csak az egyik szülő drótszőrű akkor az alom fele is drótszőrű lesz, tehát öröklik a kicsik ezt a jelleget. A későbbiekben rövid szőrű amerikai macskákkal javították a fajtát. Az ősei rövidszőrűek.

## Jellemzői
Három szőrfajta jellemzője:
Teknőcszínű-fehér tarka kalikó: A vastag és göndör szőrszálaktól a bunda vaskos, kemény, rugalmas és hullámos kinézetű, ami különösen feltűnő a fejen. Külsőleg e macskák bundája a birkák gyapjára emlékeztet;a hason és az áll alatt valamivel kevésbé durva. A bajuszszőrök szintén göndörödnek.
Barna tigriscirmos: A cirmos mintázat szokatlan bundaszerkezet ellenére is jól látszódik. Kívánatos az alapszín és a cirmos rajzolat közötti kellő ellentét.
Vanjellegű teknőcszínű-fehér tarka: A teknőcszínű és fehér vanjellegű mintázatot nőstény amerikai macskák segítségével vitték be a drótszőrű vérvonalakba.

## Testfelépítése
Egészséges felépítésű, izmos testű. Közepesen hosszú, erős csontozatú, jó izomzatú lábai vannak. A szemei nagyok és kerekek. A lábai zártak.

## Jelleme
Játékos és élénk jellemű faj, ami több odafigyelést igényel. Minden nap kell befektetni egy kis időt az életünkben ahhoz, hogy eme macska faj hűséges és ragaszkodó legyen hozzánk. Ha mégse így tennénk a macska szomorú lesz és kedvetlen.

## Szőre
Az amerikai drótszőrű szőre göndör, a vezérszőrök vége horgas vagy görbe, még a fülben is. A bundát alkotó szőrszálak vastagabbak a szokásosnál. A kölykök bundája születésükkor feszes, göndör de tökéletes minőséget négy-öt hónap múlva éri el. Középhosszú szőrű;göndör és durva tapintású.

## Gyakoriság
Észak-Amerikán kívül nem nagyon gyakori.